# Jean Teulère
Jean Georges Marie Teulère est un cavalier international de concours complet (CCE), champion du monde en individuel en 2002 avec Espoir de la Mare. 

## Biographie
Il naît le 27 février 1954 à Caudéran, en Gironde. Jean Teulère a découvert l'équitation à l'âge de 14 ans, avec la société hippique d'Aquitaine. Il débute au niveau international en 1976. Il entre à l'École nationale d’équitation en 1981.
Il possède une écurie de propriétaires, dévouée à la valorisation du jeune cheval au haut niveau, en partie avec Nicolas Blondeau. Il pratique un peu d’élevage, par passion.
Son meilleur cheval est Espoir de la Mare, avec qui il est champion du monde en 2002, restant le seul cavalier de complet français à avoir décroché ce titre. 
Il est fait chevalier de la Légion d'honneur en septembre 2004.
Il participe aux Jeux équestres mondiaux de 2014 à Caen avec Matelot du Grand Val.

## Personnalité et vie privée
Il mesure 1,69 m pour 65 kg.
Il vit en couple et a deux enfants.

## Palmarès
Parmi ses nombreux titres, les plus connus sont :
- 1984 : vice-champion de France avec Kantin de Cheux ;
- 1985 : vice-champion d'Europe par équipe à Burghley avec Godelureau*HN;
- 1986 : vice-champion de France avec Koulak*HN ;
- 1987 : vice-champion de France avec Godelureau*HN ;
- 1988 : champion de France avec Juphibel*HN ;
- 1990 : champion de France avec Royal de Tannes ;
- 1991 : médaille de bronze par équipe aux championnats d'Europe de Punchestown avec Orvet de Bellaing ;
- 1993 : vice-champion d'Europe par équipe à Achselchang avec Orvet de Bellaing ;
- 1994 : vice-champion du monde par équipe à La Haye avec Rodosto ;
- 1996 : 4e en inviduel aux Jeux olympiques d'Atlanta ;
- 2002 : champion du monde individuel et médaille d'argent en équipe au Championnat du monde de concours complet de Jerez de la Frontera avec Espoir de la Mare*Ecolit ;
- 2003 : vice-champion d'Europe par équipe avec Hobby du Mée ;
- 2004 : champion olympique par équipe et 4e en individuel aux Jeux Olympiques d'Athènes avec Espoir de la Mare*Ecolit ; vice-champion de France.
- 2007
  - 4e individuel, au Championnat d'Europe de Pratoni del Vivaro avec Espoir de la Mare
  - 2e par équipe, au Championnat d'Europe de Pratoni del Vivaro avec Didier Dhennin, Nicolas Touzaint, Arnaud Boiteau et Éric Vigeanel.
- 2008 : vainqueur du Grand national avec Espoir de la Mare.